# Geophis damiani
Geophis damiani là một loài rắn trong họ Rắn nước. Loài này được Wilson, Mccranie & Williams miêu tả khoa học đầu tiên năm 1998.